# Internet Group Management Protocol
IGMP (Internet Group Management Protokol) je protokol, který rozšiřuje požadavky na implementaci protokolu IP (IPv4) o podporu IP multicastu. Využívá se pro dynamické přihlašování a odhlašování ze skupiny u multicastového routeru ve své lokální síti. IGMP protokol řeší i situaci, kdy jsou v síti připojeny dva a více multicastových routerů, protože pak by mohlo dojít v síti k šíření nadbytečných informací. Routery pracují ve dvou stavech. „dotazovač“, který zasílá dotazy na členství a „posluchač“, který pouze naslouchá a je neaktivní.
Aby se stanice přihlásila do skupiny, musí zaslat přes protokol IGMP zprávu „Membership report“ s IP adresou třídy D. Tato zpráva dorazí k routeru lokální sítě a ten si ji zapíše do tabulky. K odhlášení ze skupiny použije stanice typ zprávy „Leave group“ pokud v tabulce neexistuje žádná stanice, která by chtěla z této adresy informace odebírat, router záznam z tabulky zruší. Zároveň však router zasílá periodický dotaz „General query“ ke stanicím v lokální sítí, jestli je v ní alespoň jedna stanice, která chce ze skupiny informace odebírat. Pokud mu žádná do 10 sekund neodpoví, vymaže z tabulky záznam o skupině. Tento dotaz řeší problém kdy se nějaká stanice, např. před vypnutím, nestihne z odběru skupiny odhlásit.

## Verze IGMP protokolu

### IGMP verze 1 a 2
IGMP protokol má tři verze. Protokoly IGMPv1 a IGMPv2 jsou svou strukturou velmi podobné. Obsahují 8 bitů na typ dotazu, dalších 8 bitů je ve verzi 1 nepoužito a ve verzi 2 max. čas na odpověď. Dále v 16 bitech je kontrolní součet hlavičky a posledních 32 bitů je adresa skupiny.
| Bity | 0–7              | 0–7              | 0–7              | 0–7              | 0–7              | 0–7              | 0–7              | 0–7              | 8–15             | 8–15             | 8–15             | 8–15             | 8–15             | 8–15             | 8–15             | 8–15             | 16–31            | 16–31            | 16–31            | 16–31            | 16–31            | 16–31            | 16–31            | 16–31            | 16–31            | 16–31            | 16–31            | 16–31            | 16–31            | 16–31            | 16–31            | 16–31            |
| ---- | ---------------- | ---------------- | ---------------- | ---------------- | ---------------- | ---------------- | ---------------- | ---------------- | ---------------- | ---------------- | ---------------- | ---------------- | ---------------- | ---------------- | ---------------- | ---------------- | ---------------- | ---------------- | ---------------- | ---------------- | ---------------- | ---------------- | ---------------- | ---------------- | ---------------- | ---------------- | ---------------- | ---------------- | ---------------- | ---------------- | ---------------- | ---------------- |
| 0    | verze            | verze            | verze            | verze            | typ              | typ              | typ              | typ              | nevyužito        | nevyužito        | nevyužito        | nevyužito        | nevyužito        | nevyužito        | nevyužito        | nevyužito        | kontrolní součet | kontrolní součet | kontrolní součet | kontrolní součet | kontrolní součet | kontrolní součet | kontrolní součet | kontrolní součet | kontrolní součet | kontrolní součet | kontrolní součet | kontrolní součet | kontrolní součet | kontrolní součet | kontrolní součet | kontrolní součet |
| 32   | skupinová adresa | skupinová adresa | skupinová adresa | skupinová adresa | skupinová adresa | skupinová adresa | skupinová adresa | skupinová adresa | skupinová adresa | skupinová adresa | skupinová adresa | skupinová adresa | skupinová adresa | skupinová adresa | skupinová adresa | skupinová adresa | skupinová adresa | skupinová adresa | skupinová adresa | skupinová adresa | skupinová adresa | skupinová adresa | skupinová adresa | skupinová adresa | skupinová adresa | skupinová adresa | skupinová adresa | skupinová adresa | skupinová adresa | skupinová adresa | skupinová adresa | skupinová adresa |

| Bity | 0–7              | 0–7              | 0–7              | 0–7              | 0–7              | 0–7              | 0–7              | 0–7              | 8–15              | 8–15              | 8–15              | 8–15              | 8–15              | 8–15              | 8–15              | 8–15              | 16–31            | 16–31            | 16–31            | 16–31            | 16–31            | 16–31            | 16–31            | 16–31            | 16–31            | 16–31            | 16–31            | 16–31            | 16–31            | 16–31            | 16–31            | 16–31            |
| ---- | ---------------- | ---------------- | ---------------- | ---------------- | ---------------- | ---------------- | ---------------- | ---------------- | ----------------- | ----------------- | ----------------- | ----------------- | ----------------- | ----------------- | ----------------- | ----------------- | ---------------- | ---------------- | ---------------- | ---------------- | ---------------- | ---------------- | ---------------- | ---------------- | ---------------- | ---------------- | ---------------- | ---------------- | ---------------- | ---------------- | ---------------- | ---------------- |
| 0    | typ              | typ              | typ              | typ              | typ              | typ              | typ              | typ              | max. čas odpovědi | max. čas odpovědi | max. čas odpovědi | max. čas odpovědi | max. čas odpovědi | max. čas odpovědi | max. čas odpovědi | max. čas odpovědi | kontrolní součet | kontrolní součet | kontrolní součet | kontrolní součet | kontrolní součet | kontrolní součet | kontrolní součet | kontrolní součet | kontrolní součet | kontrolní součet | kontrolní součet | kontrolní součet | kontrolní součet | kontrolní součet | kontrolní součet | kontrolní součet |
| 32   | skupinová adresa | skupinová adresa | skupinová adresa | skupinová adresa | skupinová adresa | skupinová adresa | skupinová adresa | skupinová adresa | skupinová adresa  | skupinová adresa  | skupinová adresa  | skupinová adresa  | skupinová adresa  | skupinová adresa  | skupinová adresa  | skupinová adresa  | skupinová adresa | skupinová adresa | skupinová adresa | skupinová adresa | skupinová adresa | skupinová adresa | skupinová adresa | skupinová adresa | skupinová adresa | skupinová adresa | skupinová adresa | skupinová adresa | skupinová adresa | skupinová adresa | skupinová adresa | skupinová adresa |

### IGMP verze 3
Třetí verze protokolu IGMP má už pozměněnou strukturu. První 8bitové pole obsahuje typ dotazu, dále jedno 8bitové a jedno 16bitové rezervované pole je při vysílání nastaveno na nulu a při přijímání je ignorováno. Na 16 bitech je uvedeno počet záznamů kterých může být až n. Struktura záznamů skupin obsahuje spolu s různými informacemi i adresu skupiny.
| Bity | 0–7                | 0–7                | 0–7                | 0–7                | 0–7                | 0–7                | 0–7                | 0–7                | 8–15               | 8–15               | 8–15               | 8–15               | 8–15               | 8–15               | 8–15               | 8–15               | 16–31                | 16–31                | 16–31                | 16–31                | 16–31                | 16–31                | 16–31                | 16–31                | 16–31                | 16–31                | 16–31                | 16–31                | 16–31                | 16–31                | 16–31                | 16–31                |
| ---- | ------------------ | ------------------ | ------------------ | ------------------ | ------------------ | ------------------ | ------------------ | ------------------ | ------------------ | ------------------ | ------------------ | ------------------ | ------------------ | ------------------ | ------------------ | ------------------ | -------------------- | -------------------- | -------------------- | -------------------- | -------------------- | -------------------- | -------------------- | -------------------- | -------------------- | -------------------- | -------------------- | -------------------- | -------------------- | -------------------- | -------------------- | -------------------- |
| 0    | typ                | typ                | typ                | typ                | typ                | typ                | typ                | typ                | rezervované        | rezervované        | rezervované        | rezervované        | rezervované        | rezervované        | rezervované        | rezervované        | kontrolní součet     | kontrolní součet     | kontrolní součet     | kontrolní součet     | kontrolní součet     | kontrolní součet     | kontrolní součet     | kontrolní součet     | kontrolní součet     | kontrolní součet     | kontrolní součet     | kontrolní součet     | kontrolní součet     | kontrolní součet     | kontrolní součet     | kontrolní součet     |
| 32   | rezervované        | rezervované        | rezervované        | rezervované        | rezervované        | rezervované        | rezervované        | rezervované        | rezervované        | rezervované        | rezervované        | rezervované        | rezervované        | rezervované        | rezervované        | rezervované        | počet záznamů skupin | počet záznamů skupin | počet záznamů skupin | počet záznamů skupin | počet záznamů skupin | počet záznamů skupin | počet záznamů skupin | počet záznamů skupin | počet záznamů skupin | počet záznamů skupin | počet záznamů skupin | počet záznamů skupin | počet záznamů skupin | počet záznamů skupin | počet záznamů skupin | počet záznamů skupin |
| 64   | záznam skupiny [1] | záznam skupiny [1] | záznam skupiny [1] | záznam skupiny [1] | záznam skupiny [1] | záznam skupiny [1] | záznam skupiny [1] | záznam skupiny [1] | záznam skupiny [1] | záznam skupiny [1] | záznam skupiny [1] | záznam skupiny [1] | záznam skupiny [1] | záznam skupiny [1] | záznam skupiny [1] | záznam skupiny [1] | záznam skupiny [1]   | záznam skupiny [1]   | záznam skupiny [1]   | záznam skupiny [1]   | záznam skupiny [1]   | záznam skupiny [1]   | záznam skupiny [1]   | záznam skupiny [1]   | záznam skupiny [1]   | záznam skupiny [1]   | záznam skupiny [1]   | záznam skupiny [1]   | záznam skupiny [1]   | záznam skupiny [1]   | záznam skupiny [1]   | záznam skupiny [1]   |
| ...  | záznam skupiny [n] | záznam skupiny [n] | záznam skupiny [n] | záznam skupiny [n] | záznam skupiny [n] | záznam skupiny [n] | záznam skupiny [n] | záznam skupiny [n] | záznam skupiny [n] | záznam skupiny [n] | záznam skupiny [n] | záznam skupiny [n] | záznam skupiny [n] | záznam skupiny [n] | záznam skupiny [n] | záznam skupiny [n] | záznam skupiny [n]   | záznam skupiny [n]   | záznam skupiny [n]   | záznam skupiny [n]   | záznam skupiny [n]   | záznam skupiny [n]   | záznam skupiny [n]   | záznam skupiny [n]   | záznam skupiny [n]   | záznam skupiny [n]   | záznam skupiny [n]   | záznam skupiny [n]   | záznam skupiny [n]   | záznam skupiny [n]   | záznam skupiny [n]   | záznam skupiny [n]   |